# Aleksandr Timošinin
Aleksandr Ivanovič Timošinin (in russo Александр Иванович Тимошинин?; Mosca, 20 maggio 1948 – 26 novembre 2021) è stato un canottiere sovietico, dal 1991 russo.

## Palmarès

### Olimpiadi
- 2 medaglie:
  - 2 ori (Città del Messico 1968 nel due di coppia; Monaco di Baviera 1972 nel due di coppia)

### Europei
- 1 medaglia:
  - 1 argento (Mosca 1973 nel due di coppia)